# Зони за класом небезпеки
Зо́ни за кла́сом небезпе́ки — зони простору за вибухо- та пожежонебезпекою, які регламентуються НПАОП 40.1-1.32-01 «Правила будови електроустановок. Електрообладнання спеціальних установок». За класифікацією даного нормативного документа розрізняють зони вибухонебезпеки класу 0, 1, 2, 20, 21, 22; пожежонебезпеки класу П-І, П-ІІ, П-ІІа, П-ІІІ.